# Dieter Verhaegen
Dieter Verhaegen is een Vlaamse musicalacteur. Hij studeerde eerst menswetenschappen om daarna logopedie te volgen. Daarna volgde hij Voordracht aan het conservatorium in Antwerpen en Musical in Brussel.
In 2002 studeerde hij af en begon direct in de musical Romeo en Julia. Met Mark Tijsmans en Davy Gilles stond hij in de top 10 met De koningen.
Hij is heel even lid geweest van het popgroepje Chilly Pop, dat later werd opgedoekt. Na Romeo en Julia kon hij aan de slag in de Franse versie van Jesus Christ Superstar als Annas. Ook was hij nog te zien in Assasin, Sneeuwwitje en Belle en het Beest.
Hij had ook gastrolletjes in Spoed en Open en Bloot. Hij geeft les in verschillende steden.

## Schoolproducties
- Medea als Jason
- Othello als Jago
- Begeren Onder de Olmen als Eben Brel
- Jesus Christ Superstar als Jezus
- Les Contes d’Hoffman als Hoffman
- She Loves Me als Kodaly
- Sound of Music 2
- A Talent To Amuse
- Spooktrein als Dr. Sterling

## Professionele producties
- Romeo en Julia (2002-2004) als Mercutio
- Jésus-Christ Superstar (2004) als Annes
- Assassins (2004) als Balladeer
- Sneeuwwitje (2005) als ensemble
- Beauty and the Beast (Nederland) (2005-2007) als swing, 2de understudy Lumière, 2de understudy Tickens, 1ste understudy D'Oncre
- Beauty and the Beast (Antwerpen) (2007) als swing, understudy Lumière, understudy Tickens, understudy D'Oncre
- Grease (Antwerpen) (2007-2008) als Eugene
- Annie (musical)(2008-2009) Bert Healy, als Drake
- Supermam (kindermusical) (2008-2010) als Oscar
- Man van taal (kindermusical) (2009-2010) als de man van taal
- Wonderland (dinnershow) (2008-2009) als white rabbit
- Macbethbranding/ Surfing Macbeth (theater) (2007-2011) als Banquo
- You're a good man Charly Brown (musical) (2008) als Linus
- Oliver! (musical) (2010-2011) als Noah Claypole en understudy Fagin
- Spamalot (musical) (2011) als Herbert.
- Fantasia (musical) (2011) als Geronimo Stilton
- Domino (musical) (2012) als ensemble cover Alex, Roland, Bouckaert
- Ben X (musical) (2012) als ensemble cover Bogaert en Desmedt
- Heksen (muziektheater) (2013-2014) als Bruno
- Het laatste feest (opera) (2013-2015) als Borkin, Sjamrajev, Toezenbach, Lopakhin
- De Reuzenperzik (muziektheater) (2014-2015) als Tante Spijker, Jerom, Gert, Oude man
- Thrill Me (Musical) (2015) Richard Loeb
- Songs for the Fallen (2017)

## Mortsels Jeugdtheater
- Pinocchio
- Kleine Toverfluit
- Prinses Ezelsvel
- Man van Koekebrood
- Sneeuwwitje
- Kleine Prins
- Bremer Stadsmuzikanten
- Jungle Book